# Ягодное (аэропорт)
Аэропорт Я́годное (ИКАО: UHGE) — российский аэропорт, расположенный в посёлке городского типа Ягодное Магаданской области.

## История
Построен с нуля, первый технический рейс по маршруту Магадан — Ягодное — Магадан выполнен 25 мая 2012 года на самолёте Ан-28. Открыт 1 июня 2012 года.
Ранее ближайшими к Ягодному были аэропорт Синегорье в одноимённом посёлке городского типа, действовавший с 22 ноября 1978 года по 8 июня 2000 года и восстановленный в 2022 году, и аэропорт Сусуман в одноимённом городе.
Регулярное авиасообщение Магадан — Ягодное — Магадан возобновлено в феврале 2021 года после нескольких лет перерыва. Полёты осуществляются раз в неделю на самолёте ТВС-2МС.